# Семюель Мадд
Семюель Александр Мадд-старший (20 грудня 1833 р.). — 10 січня 1883) — американський лікар, який був ув'язнений за змову з Джоном Уілксом Бутом під час вбивства президента Авраама Лінкольна в 1865 році.
Мадд працював лікарем і мав тютюнов фермерму у Південному Меріленді. Громадянська війна серйозно зашкодила його бізнесу, особливо коли штат Меріленд скасував рабство у 1864 році. Того року він вперше зустрів Бута, який планував викрасти Лінкольна, і Мадд був помічений у компанії трьох змовників. Однак його роль у злочинах, якщо і є, то залишається неясною.
Бут застрелив Лінкольна 14 квітня 1865 року, але був поранений під час втечі з місця події. Згодом він поїхав разом із змовником Девідом Герольдом до дому Мадда вранці 15 квітня для операції на його зламаній ногі, перш ніж він перетнув у Віргінію. Якось того дня Мадд, мабуть, дізнався про вбивство, але не повідомив про візит Бута владі ще 24 години. Здавалося, що цей факт пов'язує його зі злочином, як і різні зміни його історії під час допиту. Військова комісія визнала Мадда винним у пособництві та змові у вбивстві, і він був засуджений до довічного ув'язнення, уникнувши смертної кари завдяки одному голосу.
Мадд був помилуваний президентом Ендрю Джонсоном і звільнений з в'язниці у 1869 році. Незважаючи на неодноразові спроби членів сім'ї та інших осіб погасити судимість, обвинувальний вирок не був скасований.

## Ранні роки
Мадд народився в окрузі Чарльз, штат Меріленд, і був четвертим з 10 дітей Генрі Лоу та Сари Енн Рівз Мадд. Він виріс на Оук-Хіллі, тютюновій плантації батька розміром у кілька сотень акрів, яку обробляли 89 рабів. Вона була розташована приблизно в 30 миль (48 км) південний схід від Вашингтона, округ Колумбія .
У 15 років, після кількох років домашнього репетиторства, Мадд пішов до школи-інтернату Літературного інституту Святого Джона, тепер відомого як Католицька підготовча школа Святого Джона, у Фредеріку, штат Меріленд . Через два роки він вступив до Джорджтаунського коледжу у Вашингтоні, округ Колумбія. Потім він вивчав медицину в Університеті Меріленда, Балтімор, написавши дисертацію з дизентерії .
Закінчивши навчання в 1856 році, Мадд повернувся в округ Чарльз, щоб займатися медициною, одружившись на своїй коханій з дитинства Сарі Френсіс (Френкі) Дайер Мадд через рік.

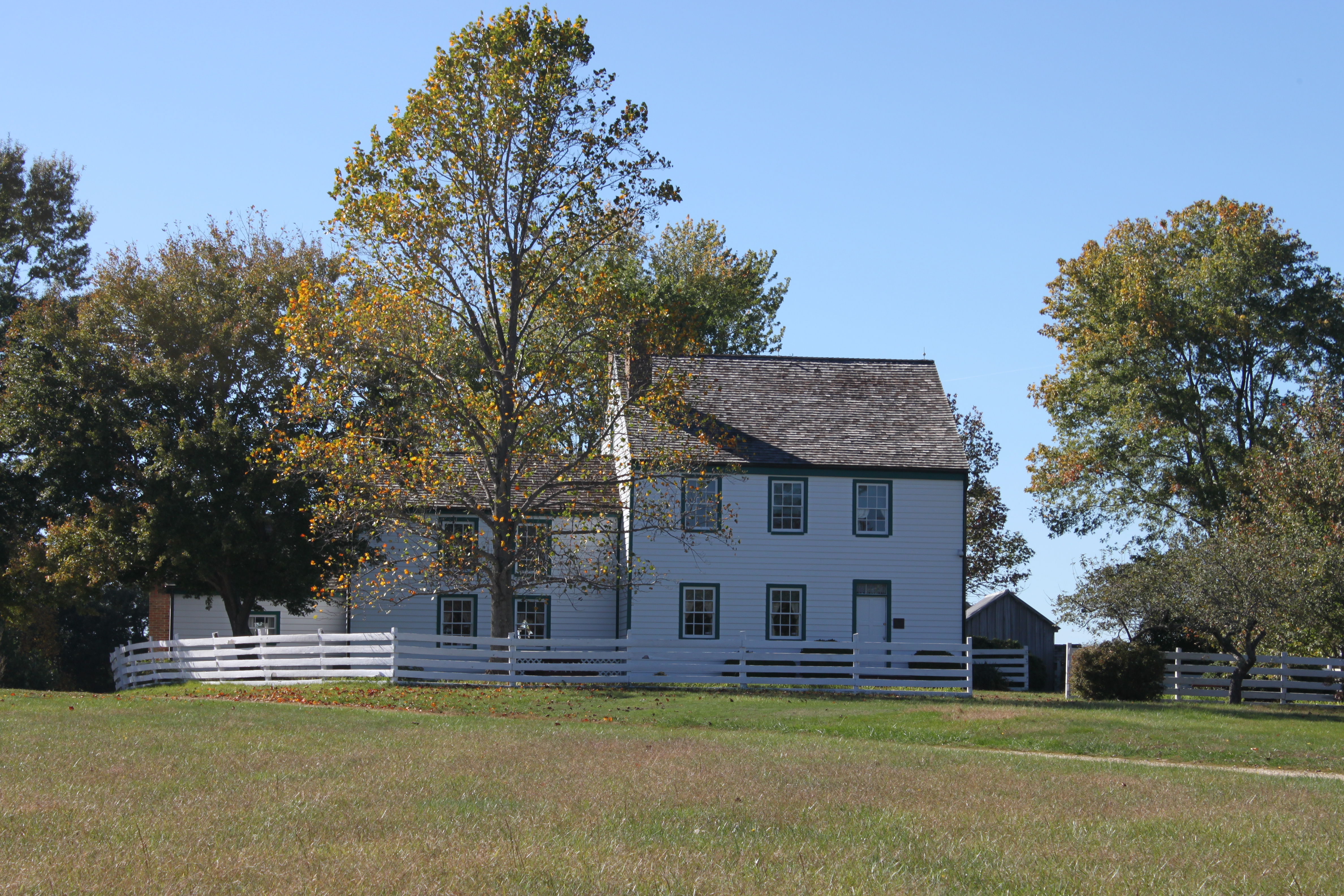
Будинок доктора Семюела Мадда, відомий як Свята Катаріна, зараз зберігся як музей

Як весільний подарунок батько Мадда подарував подружжю 218 акрів (88 га) його найкращих сільськогосподарських угідь і нового будинку на ім'я Святої Катаріни . Поки будинок будувався, Мадди жили з братом-холостяком Френкі, Джеремайя Дайером, нарешті переїхавши до свого нового будинку в 1859 році. Загалом у них було дев'ятеро дітей: четверо до арешту Мадда і ще п'ятеро після його звільнення з в'язниці. Щоб доповнити свій дохід від своєї медичної практики, Мадд став дрібним виробником тютюну, використовуючи п'ять рабів згідно з переписом 1860 року. Мадд вважав, що рабство встановлено божественно, і написав про це листа до теолога Ореста Браунсона .
З початком Громадянської війни в США в 1861 році рабовласницька система Південного Меріленду та економіка, яку вона підтримувала, почали швидко руйнуватися. У 1863 році армія Союзу заснувала Кемп Стентон, всього в 10 миль (16 км) від ферми Мадд, щоб залучити чорношкірих вільновідпущеників і рабів-утікачів. Шість полків загальною чисельністю понад 8700 чорних солдатів, багато з яких з Південного Меріленду, пройшли навчання там. У 1864 році Меріленд, який був звільнений від Прокламації Лінкольна 1863 року про емансипацію, скасував рабство, що ускладнило для таких виробників, як Мадд, управління своїми плантаціями. У результаті Мадд розглядав можливість продати свою ферму та залежати від своєї медичної практики. Коли Мадд обмірковував свої альтернативи, його познайомили з кимось, хто сказав, що він може бути зацікавлений у покупці його власності, 26-річним актором Джоном Уілксом Бутом .

## Зв'язок з Бутом
Багато істориків погоджуюся, що майбутній вбивця президента Авраама Лінкольна, Джон Вілкс Бут, відвідував Браянтаун, штат Меріленд, у листопаді та грудні 1864 року, заявляючи, що шукає інвестиції в нерухомість. Браянтаун знаходиться приблизно в 25 миль (40 км) від Вашингтона, округ Колумбія, і приблизно в 5 миль (8,0 км) від ферми Мадда. Історія нерухомості була лише прикриттям; Справжньою метою Бута було спланувати шлях втечі як частину плану викрадення Лінкольна.  Бут вважав, що федеральний уряд викупить Лінкольна, звільнивши велику кількість військовополонених Конфедератів, що оживить справу Конфедерації.

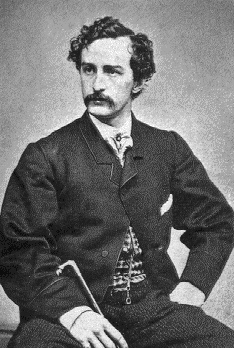
Вбивця Лінкольна, Джон Уілкс Бут

Історики погоджуються, що Бут зустрів Мадда в католицькій церкві Святої Марії в Браянтауні під час одного з таких візитів, ймовірно, у листопаді. Наступного дня Бут відвідав Мадда на його фермі і залишився там на ніч. Наступного дня Бут купив коня у сусіда Мадда і повернувся до Вашингтона. Деякі історики  вірити, що Бут використав свій візит до Браянтауна, щоб завербувати Мадда до його змови про викрадення, але інші  вважають, що Мадд не був би зацікавлений у такій схемі.
Через деякий час, 23 грудня 1864 року, Мадд поїхав до Вашингтона, де знову зустрівся з Бутом. Деякі історики вважають, що зустріч була організована, але інші не погоджуються. Двоє чоловіків разом із Джоном Сурраттом -молодшим і Луїсом Дж. Вайхманом розмовляли та випивали разом спочатку в готелі Бута, а потім у Мадда.
Згідно з заявою, зробленою пов'язаним із змовником Джорджем Ацеродтом, виявленою через багато часу після його смерті та записаною, коли він перебував у федеральному ув'язненні 1 травня 1865 року, Мадд заздалегідь знав про плани Бута; Ацеродт був упевнений, що лікар знав, за його словами, тому що Бут «послав (як він мені сказав) лікер і провізію… приблизно за два тижні до вбивства до доктора Мадда».
Хоча це правда, деякі історики вважають, що за стосунками Мадда з Бутом могли бути й інші причини. Суд висунув багато теорій про причетність Мадда до вбивства Лінкольна. Одна з теорій стверджує, що Мадд був залучений у зовсім іншу змову, щоб отримати перевагу над південними штатами. До вбивства Лінкольна Бут спочатку мав намір викрасти президента та викупити його та інших політичних філій Союзу за велику суму грошей. Цей план діяв до ночі вбивства, коли Бут зустрівся з Ацеродтом, Девідом Герольдом і Льюїсом Пауеллом (який назвав своє ім'я Льюїсом Пейном, коли його заарештували в будинку Мері Суррат через кілька днів після вбивства) і натомість розкрив змову з метою вбивства президента. Після вбивства Пауелл заявив, що Бут не розповідав йому до цієї зустрічі і що інші чоловіки не знали про змову до ночі вбивства. Це підтверджує теорію про те, що Мадд міг бути співучасником змови щодо викрадення президента, але не змовником у вбивстві.
Після того, як Бут застрелив Лінкольна в ніч на 14 квітня 1865 року, він зламав ліву малогомілкову кістку, коли вистрибнув з президентської ложі, тікаючи з театру Форда . Бут зустрівся з Герольдом, і обидва чоловіки вирушили до Вірджинії через південний Меріленд. Вони зупинилися в будинку Мадда близько 4 ранку 15 квітня. Мадд наклав на ногу Бута шину і дав йому взуття. Він також доручив столяру Джону Бесту зробити пару милиць для Бута. Бут заплатив Мадду 25 доларів за його послуги. Вони з Герольдом провели в будинку Мадда від дванадцяти до п'ятнадцяти годин. Вони спали в передній спальні на другому поверсі. Неясно, чи Мадд ще був поінформований про те, що Бут вбив Лінкольна.
Протягом дня 15 квітня Мадд поїхав до Браянтауна, щоб виконувати доручення; якщо він ще не почув звістку про вбивство від Бута, він, безперечно, дізнався про це під час подорожі. Того вечора він повернувся додому, і розповіді про те, чи Бут і Герольд вже пішли, чи зустрів їх Мадд, коли вони від'їжджали, розходяться, чи вони пішли за наполяганням Мадда та з його допомогою.
Певно, що Мадд не одразу зв'язався з владою. Під час допиту він заявив, що не хотів залишати свою сім'ю одну в будинку, якщо вбивці повернуться і виявлять його відсутнім, а його сім'ю без захисту. Він дочекався меси наступного дня, у Великодню неділю, коли попросив свого двоюрідного брата, доктора Джорджа Мадда, жителя Браянтауна, сповістити 13-й нью-йоркський кавалерійський полк у Браянтауні під командуванням лейтенанта Девіда Дани. Затримка Мадда у зв'язку з владою викликала підозру і була суттєвим фактором, який прив'язав його до змови.
Під час першого слідчого інтерв'ю 18 квітня Мадд заявив, що ніколи раніше не бачив жодної зі сторін. У своїй заяві під присягою від 22 квітня він розповів про візит Бута до Браянтауна в листопаді 1864 року, але потім сказав: «Я ніколи не бачив Бута з того часу, наскільки мені відомо, до ранку минулої суботи». Пізніше свідчення Вайхмана показали, що Мадд приховував свою зустріч з Бутом у Вашингтоні в грудні 1864 року. У в'язниці Мадд визнав зустріч у Вашингтоні і сказав, що випадково зіткнувся з Бутом під час різдвяної поїздки за покупками. Відмова Мадда згадати про зустріч у своєму інтерв'ю з детективами виявилася великою помилкою. Коли Вайхман повідомив владі про зустріч, вони зрозуміли, що Мадд ввів їх в оману, і негайно почали розглядати його як підозрюваного, а не свідка.
Під час судового процесу про змову лейтенант Олександр Ловетт засвідчив: "У п'ятницю, 21 квітня, я знову пішов до Мадда з метою його арешту. Коли він побачив, що ми збираємося обшукувати будинок, він щось сказав своїй дружині, і вона піднялася нагору і збила чобіт. Мадд сказав, що відрізав ногу чоловікові. Я перевернув верхню частину черевика і побачив ім'я «Дж. У ньому написано Вілкса»

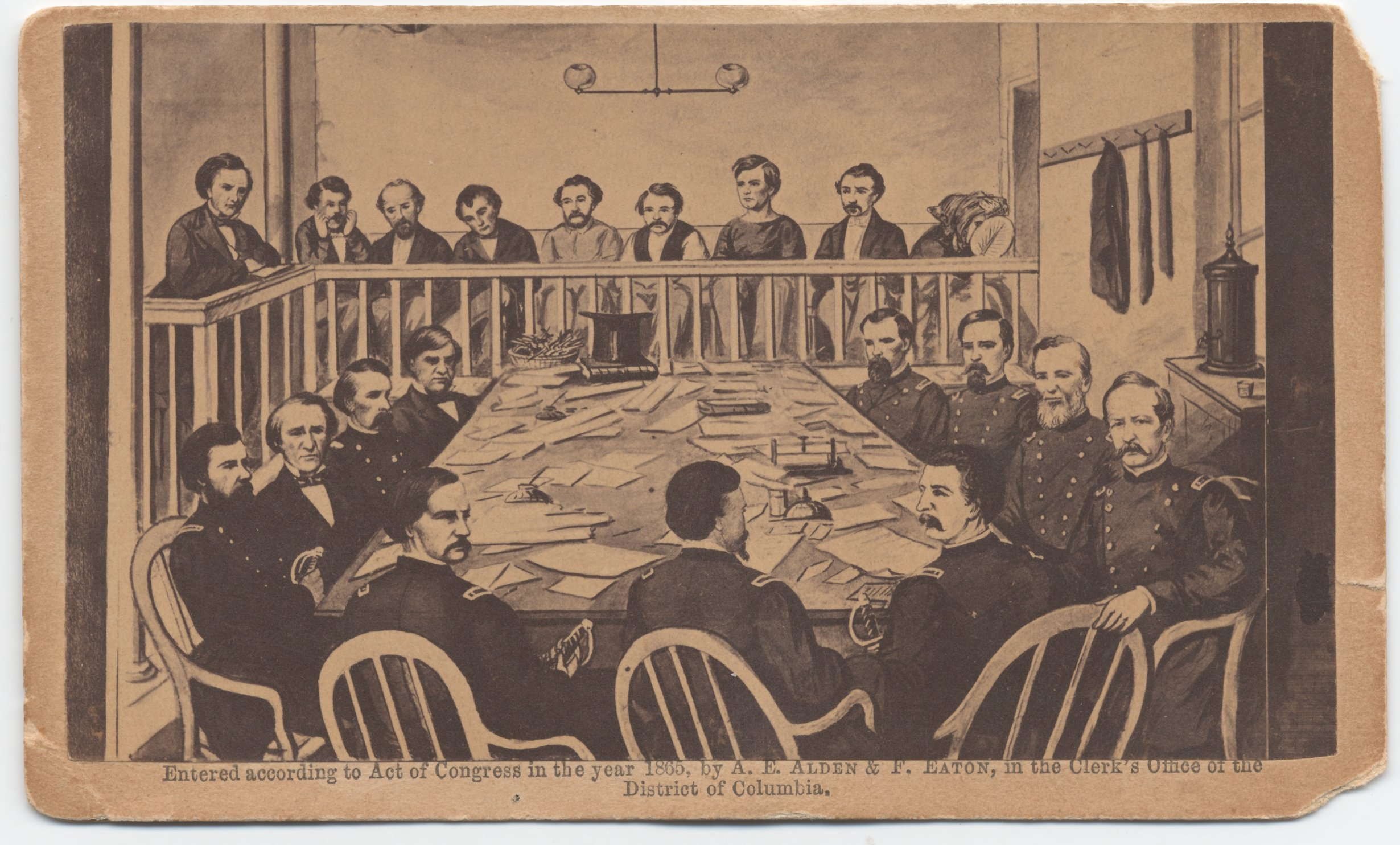
Суд над змовниками; Мадд — другий зліва в задньому ряду

Після смерті Бута 26 квітня 1865 Мадд був заарештований і звинувачений у змові з метою вбивства Лінкольна. Представник Фредерік Стоун був старшим захисником Мадда. У травні 1, президент Джонсон наказав сформувати військову комісію з дев'яти чоловік, щоб судити змовників. Мадда представляв генерал Томас Юінг-молодший . Суд розпочався у травні 10 Мері Суррат, Льюїс Пауелл, Джордж Ацеродт, Девід Герольд, Семюель Мадд, Майкл О'Лафлен, Едмунд Спенглер і Семюель Арнольд були звинувачені у змові з метою вбивства Лінкольна. Прокуратура подзвонила на номер 366 свідків.
Захист намагався довести, що Мадд був лояльним громадянином, посилаючись на його самоопис як «людини Союзу» і стверджуючи, що він був «глибоко релігійною людиною, відданою родині та добрим господарем для своїх рабів». Обвинувачення представило свідків, які свідчили, що він поранив одного зі своїх рабів у ногу та погрожував відправити інших до Річмонда, штат Вірджинія, щоб допомогти у будівництві оборони Конфедерації. Обвинувачення також стверджувала, що він був членом агентства з розповсюдження комунікацій Конфедерації і давав притулок солдатам Конфедерації на своїй плантації.
29 червня Мадд був визнаний винним разом з іншими. Свідчення Луї Дж. Вайхмана мали вирішальне значення для отримання обвинувальних вироків. За словами історика Едварда Стірса, свідчення колишніх рабів також були вирішальними, але вони зникли з суспільної пам'яті. Мадд уникнув смертної кари на один голос і був засуджений до довічного ув'язнення. Суррат, Пауелл, Ацеродт і Герольд були повішені в Старій колонії у Вашингтонському Арсеналі в липні. 7, 1865.

## Ув'язнення

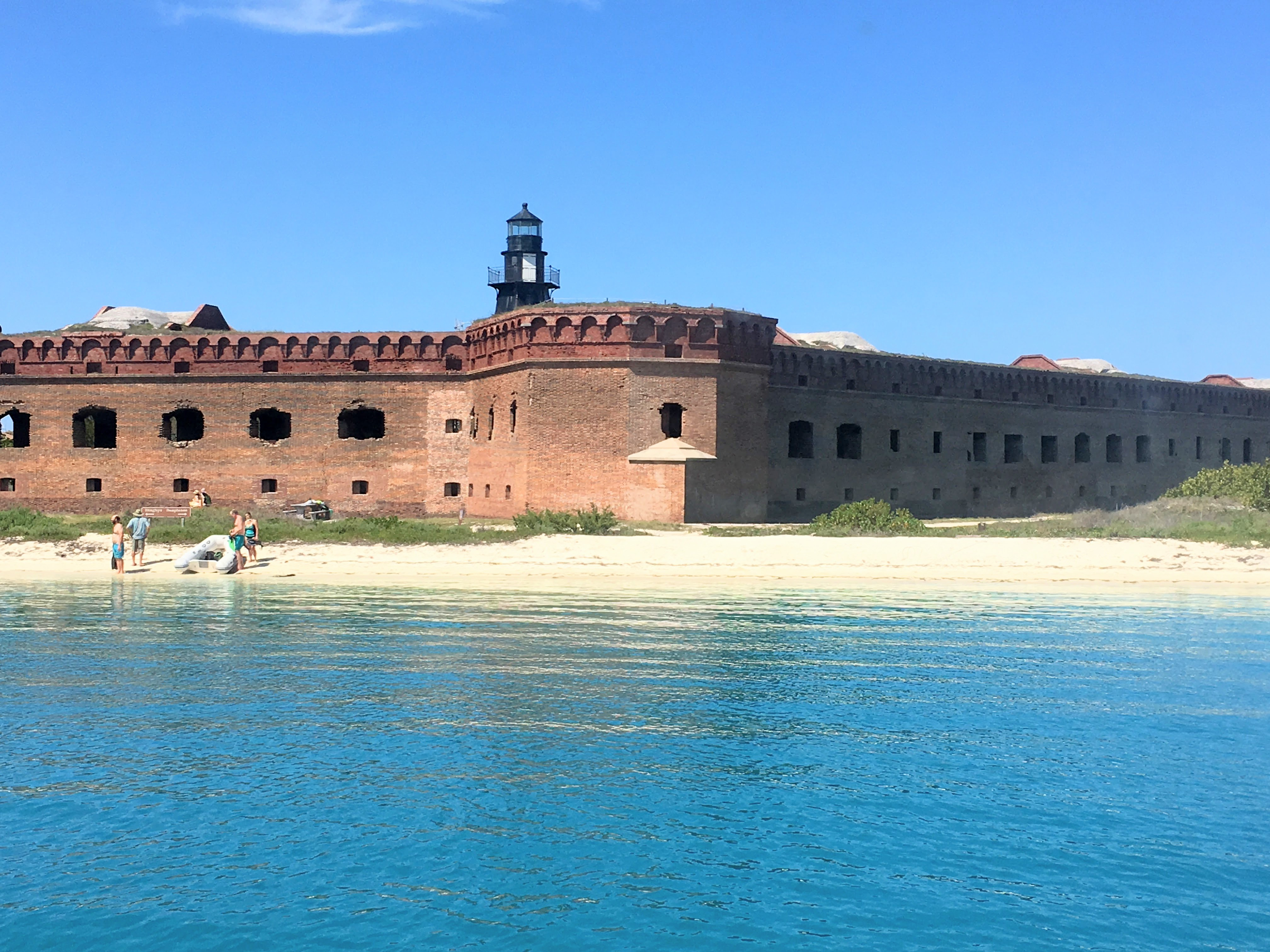
В'язниця, де тримали доктора Мадда

Мадд, О'Лафлен, Арнольд і Спенглер були ув'язнені у форті Джефферсон, у Сухому Тортугасі, приблизно в 70 миль (110 км) на захід від Кі-Весту, штат Флорида . Коли Мадд та інші прибули, у форті були дезертири з армії Союзу та утримували близько 600 полонених. В'язні жили на другому ярусі форту, у недобудованих під відкритим небом збройних приміщеннях, які називаються казематами . Мадд і троє його супутників жили в казематі прямо над головним входом у форт, який називається вилазним портом . У вересні 1865 року, через два місяці після прибуття Мадда, контроль над фортом Джефферсон був переданий від 161-го Нью-Йоркського добровольчого піхотного полку до 82-го кольорових військ США.

Доктор Мадд, як він з'явився під час роботи в столярній майстерні у в'язниці у форті Джефферсон, приблизно 1866—1867.

25 вересня 1865 року Мадд спробував втекти з форту Джефферсон, зупинившись на транспорті Томаса А. Скотта . Його швидко виявили та помістили разом з Арнольдом, О'Лафленом, Спенглером і Джорджем Сент-Леже Гренфеллом у велику порожню збройну кімнату на рівні землі, яку солдати називали «підземеллям». Чоловіків випускали з підземелля кожного робочого дня на 12 годин і повинні були носити залізниці. Однак, після листа його дружини президенту Джонсону від 22 грудня, військове відомство наказало скасувати кайдани і переїхати до кращих кварталів, що було здійснено до січня. :88–89,95–99,101,103</br>
Після трьох місяців у підземеллі Мадда та інших повернули до загальної кількості ув'язнених. Однак через спробу втечі Мадд втратив привілей працювати в тюремній лікарні і був призначений працювати в тюремній столярній майстерні зі Спенглером.
Восени 1867 року у фортеці стався спалах жовтої гарячки. О'Лафлен врешті помер від цього 23 вересня. Тюремний лікар помер, і Мадд погодився зайняти цю посаду. Він зміг допомогти зупинити поширення хвороби. Солдати форту написали петицію до Джонсона в жовтні 1867 року, вказуючи про ступінь допомоги Мадда: «Він надихав безнадійних мужністю та своєю постійною присутністю серед небезпеки та інфекції. . . . [Багато], безсумнівно, завдячують своїм життям турботі та лікуванню, які вони отримували від його рук» . Ймовірно, як винагорода за його роботу в епідемії жовтої гарячки, Мадда перевели зі столярної майстерні на канцелярську роботу в канцелярії прово-маршала, де він залишався до свого помилування.

## Пізні роки життя
Вплив його захисника Томаса Юінга-молодшого, який також був впливовим в адміністрації президента, був однією з причин, чому Джонсон помилував Мадда 8 лютого 1869 року. Він був звільнений з в'язниці 8 березня 1869 року і повернувся до свого дому в Меріленді 20 березня 1869 року . 2 березня 1869 року, через три тижні після того, як він помилував Мадда, Джонсон також помилував Спенглера і Арнольда. Коли Мадд повернувся додому, його взяли в облогу друзі та незнайомі люди, які добрі побажання, а також допитливі журналісти. Мадд дуже неохоче спілкувався з пресою, тому що вважав, що вона неправильно цитувала його в минулому. Після звільнення він дав одне інтерв'ю New York Herald, але відразу ж пошкодував про це і поскаржився, що в статті було декілька фактичних помилок і невірно представлено його роботу під час епідемії жовтої гарячки. Але в цілому Мадд продовжував користуватися підтримкою друзів та сусідів. Він відновив свою медичну практику і повільно повернув сімейну ферму до продуктивності.
У 1873 році Спенглер відправився на ферму Мадда, де Мадд і його дружина привітали його. Спенглер прожив у сім'ї Маддів близько 18 місяців, заробляючи на утримання столярним господарством, садівництвом та іншими господарськими справами :322до смерті 7 лютого 1875 р.
Мадд завжди цікавився політикою. У в'язниці він дізнавався про політичні події, читаючи газети, які йому надсилали. Після звільнення знову почав брати участь у громадських справах. У 1874 році він був обраний головою місцевої асоціації фермерів Браянтаун-Грейндж. У 1876 році він був обраний віце-президентом місцевого виборчого комітету демократів Тільден — Хендрікса . Тілден програв того року республіканцю Резерфорду Б. Хейсу на виборах, які викликали суперечки. Наступного року Мадд балотувався як кандидат від Демократичної партії в Палату делегатів штату Меріленд, але зазнав поразки від популярного республіканця Вільяма Мітчелла.
Дев'ята дитина Мадда, Мері Елеонора «Нетті» Мадд, народилася в 1878 році.
У 1880 році Port Tobacco Times повідомила, що сарай Мадда, який містив майже 8000 фунтів тютюну, двох коней, фургон і сільськогосподарські знаряддя, був знищений вогнем.

## Смерть
Мадду було всього 49 років, коли він помер від пневмонії 10 січня 1883 року і був похований на цвинтарі католицької церкви Святої Марії в Браянтауні, тієї ж церкви, в якій він колись зустрівся з Бутом. :326

## Спроби реабілітації
Ступінь вини Семюеля Мадда з тих пір залишається суперечливим. Деякі, включаючи онука Мадда Річарда Мадда, стверджували, що Мадд був невинним у будь-яких правопорушеннях і що він був просто ув'язнений за те, що лікував чоловіка, який прийшов до нього додому пізно ввечері з переломом ноги. Понад сторіччя після вбивства президенти Джиммі Картер і Рональд Рейган написали листи Річарду Мадду, в яких погодилися, що його дід не вчинив жодного злочину. Однак інші, в тому числі автори Едвард Стірс-молодший і Джеймс Свонсон, стверджують, що Семюел Мадд відвідував Бута тричі за місяці до невдалої спроби викрадення.
Перший раз був у листопаді 1864 року, коли агенти Секретної служби Конфедерації направили до Мадда Бута, який шукав допомоги у своїй плані викрадення . У грудні Бут знову зустрівся з Маддом і провів ніч на його фермі. Пізніше того ж грудня Мадд поїхав до Вашингтона і познайомив Бута з агентом Конфедерації, якого він знав: Джоном Сурраттом. Крім того, Джордж Ацеродт засвідчив, що Бут відправив припаси до дому Мадда, готуючись до плану викрадення. Мадд збрехав владі, яка прийшла до його будинку після вбивства, стверджуючи, що він не впізнав чоловіка, який з'явився на його порозі, що потребує лікування, і даючи їм неправдиву інформацію про те, куди пішли Бут і Герольд. :211–2,378 Він також сховав черевик з монограмою, яким він відрізав поранену ногу Бута, за панеллю на своєму горищі, але ретельний обшук у будинку Мадда незабаром виявив цей додатковий доказ, який пізніше був використаний проти нього.
Одна з гіпотез полягає в тому, що спочатку доктор Мадд був співучасником змови про викрадення, ймовірно, як особа, до якої змовники звернулися б за медичною допомогою у випадку, якщо Лінкольн був поранений, і що Бут, таким чином, згадав лікаря і пішов до нього додому, щоб отримати допомогу. 15 квітня рано :126-9 :59–61
Онук Мадда, Річард Мадд, безуспішно намагався зняти з імені свого діда клеймо допомоги Буту. У 1951 році він опублікував "Сім'я Маддів у Сполучених Штатах ", енциклопедичну двотомну історію родини Маддів в Америці, починаючи з Томаса Мадда, який прибув з Англії в 1665 році. Друге видання побачило світ у 1969 році. Після його смерті в 2002 році його документи, в яких детально описувалися його спроби очистити ім'я свого діда, були подаровані бібліотеці Лауінгера Джорджтаунського університету . Вони доступні для громадськості у відділі спеціальних колекцій.
Річард Мадд звернувся з петиціями до кількох президентів підряд, отримавши відповіді від президентів Джиммі Картера та Рональда Рейгана. Картер, незважаючи на співчуття, відповів, що він не має повноважень за законом скасувати вирок; Рейган у відповідь заявив, що прийшов до переконання, що Семюел Мадд був невинним у будь-яких правопорушеннях.
У 1992 році представники Стені Хойер і Томас В. Юінг представили законопроєкт 1885 року Палати представників, щоб скасувати вирок, але він провалився в комітеті. Потім Мадд звернувся до Армійської ради з корекції військових записів, яка рекомендувала скасувати вирок на підставі того, що Мадда мав розглядати цивільний суд. Виконуючий обов'язки помічника міністра армії Вільям Д. Кларк відхилив цю рекомендацію.
Були спроби застосувати кілька інших правових засобів, які закінчилися в 2003 році, коли Верховний суд США відмовився розглядати справу через пропущений термін для її подання.
Свята Катаріна, також відома як Будинок доктора Семюела А. Мадда, була внесена до Національного реєстру історичних місць у 1974 році .

## У культурі
Життя Мадда було предметом постановки 20th Century Fox 1936 року, фільму Джона Форда «В'язень острова акул» за сценарієм Нанналлі Джонсон . У цьому фільмі Мадда зіграв актор, лауреат премії Оскар Уорнер Бакстер. Кінокритик Леонард Малтін у своєму довіднику про класичні фільми (2015) описав гру Бакстера як «чудову».
Радіоадаптація «В'язня острова акул» вийшла в ефір як епізод радіосеріалу Lux Radio Theater з Гері Купером у ролі доктора Мадда 2 травня 1938 року, у якій було використано значну драматичну ліцензію, представивши вигаданих персонажів та змінивши кілька з відомих фактів справи для мелодраматичної доцільності. Наприклад, Форт Джефферсон ніколи не називався «Акулячим островом».
Інша постановка з такою ж назвою вийшла в ефір в радіосеріалі Encore Theatre в 1946 році.
Ще один фільм «Випробування доктора Мадда» був знятий у 1980 році. У ньому знявся Денніс Вівер у ролі Мадда. Наприкінці з'являється письмове повідомлення про те, що президент Картер посмертно помилував Мадда. Усі ці постановки підтримували точку зору, згідно з якою Мадд був по суті невинним у будь-якій змові.
Роджер Мадд (1928—2021), журналіст, лауреат премії «Еммі», телеведучий і колишній ведучий новин CBS, NBC і PBS, був пов'язаний із Семюелом Маддом, але він не був нащадком, як помилково повідомлялося.
Життя Семюеля Мадда було предметом епізоду телевестерну Laramie «Час зрадника», який вийшов в ефір у 1962 році.
В епізоді «Швейцарська дипломатія» на західному крилі перша леді та кардіохірург доктор Еббі Бартлет прокоментувала обов'язок лікаря лікувати пораненого пацієнта, незважаючи на можливі юридичні наслідки. Вона відповіла на переконання Мадда: «Отже, це так. Ви поставили ногу»
Ім'я Семюела Мадда іноді вказують як джерело фрази «твоє ім'я — бруд», як, наприклад, у художньому фільмі 2007 року «Національний скарб: Книга таємниць». Однак, згідно з онлайн-етимологічним словником, цей вислів має свій перший відомий зареєстрований випадок у 1823 році, за десять років до народження Мадда, і він заснований на застарілому значенні слова «муд», що означає «дурний балаган».